# 堀親民
堀 親民（ほり ちかたみ、安永6年6月17日（1777年7月21日） - 寛政8年4月22日（1796年5月28日））は、信濃飯田藩の第9代藩主。信濃飯田藩堀家10代。
第7代藩主堀親長の四男。正室は内藤信凭の娘、継室は浅野長員の娘。幼名・幸之進。初名・親幸。官位は従五位下、大和守。
天明4年（1784年）、兄で8代藩主の親忠が早世したため、養子となって家督を相続した。しかし、寛政8年（1796年）に死去した。男子がなかったため、弟の親寚が養子となって跡を継いだ。

## 系譜
父母
- 堀親長（実父）
- 堀親忠（養父） - 親長の長男

正室、継室
- 内藤信凭の娘（正室）
- 浅野長員の娘（継室）

養子
- 堀親寚 - 親長の五男